# 951年
| 千纪： | 1千纪 |
| 世纪： | 9世纪 \| 10世纪 \| 11世纪 |
| 年代： | 920年代 \| 930年代 \| 940年代 \| 950年代 \| 960年代 \| 970年代 \| 980年代 |
| 年份： | 946年 \| 947年 \| 948年 \| 949年 \| 950年 \| 951年 \| 952年 \| 953年 \| 954年 \| 955年 \| 956年                                                                                              |
| 纪年： | 辛亥年（猪年）；于阗同慶四十年；辽天祿五年，應曆元年；南汉乾和九年；后蜀广政十四年；南唐（马楚）保大九年；大理至治六年；後漢、北汉祐四年；后周（吴越、荆南）广顺元年；日本天曆五年；高丽光德二年 |

## 大事记
- 中国
  - 後周代漢，郭威稱帝，國號周，史稱後周。
  - 北漢建國。
  - 馬希萼失政以致馬楚內亂，最後為南唐所併，南漢趁機佔有嶺南。
  - 遼世宗耶律阮計劃會同北漢攻打後周，諸部不從，耶律阮強行，走到新州的火神淀，耶律察割和耶律盆都殺害耶律阮，耶律屋質逃出，既而推舉耶律阮之弟耶律璟即位，即遼穆宗，史稱「火神淀之亂」。
- 歐洲
  - 奧托大帝首次入侵意大利，征服倫巴第，自稱意大利國王。

## 出生
- 趙德昭，宋太祖次子，趙德芳兄，封武功郡王。

## 逝世
- 後漢隱帝劉承佑，後漢第二個皇帝。
- 王延政，五代十國時期閩國君主。
- 崔致遠，慶州崔氏的始祖，詩人。
- 10月7日——遼世宗耶律阮，遼朝第三位皇帝，耶律阿保機的長孫、耶律倍的長子、耶律德光之侄。
- 耶律察割，遼朝宗室。
- 耶律盆都，遼朝宗室。